# Harold P. Boas
Harold P. Boas (* 26. Juni 1954 in Evanston, Illinois, Vereinigte Staaten) ist ein US-amerikanischer Mathematiker.
Harold P. Boas ist der Sohn des Mathematikers Ralph Boas und der Physikerin Mary Boas. Er studierte an der Harvard University mit dem Bachelorabschluss magna cum laude und dem Master-Abschluss in Angewandter Mathematik 1976. Er wurde 1980 bei Norberto Kerzman am Massachusetts Institute of Technology promoviert (Kernel functions related to projections onto spaces of holomorphic functions). Ab 1980 war er J. F. Ritt Assistant Professor an der Columbia University und ab 1984 Assistant Professor an der Texas A&M University, wo er 1987 Associate Professor und 1992 Professor wurde. Er war unter anderem Gastprofessor an der University of North Carolina und Gastwissenschaftler am MSRI (1996).
2006 erhielt er den Lester Randolph Ford Award für seinen Aufsatz über den Arbelos. Der Aufsatz gewann auch 2009 den Chauvenet-Preis. Mit Emil J. Straube (ebenfalls Texas A&M University) erhielt er 1995 den Stefan Bergman Preis der AMS für Beiträge zur Theorie der Rand-Regularität der inhomogenen Cauchy-Riemann-Gleichungen in pseudokonvexen Gebieten in n-dimensionalen komplexen Räumen.
2001 bis 2003 war er Herausgeber des Notices of the AMS. Er ist Mitglied der American Association for the Advancement of Science und Fellow der American Mathematical Society.
Er gab zwei Bücher seines Vaters in verbesserter Form neu heraus (Invitation to Complex Analysis 2010, A primer of real functions, 1996) und übersetzt auch Fachliteratur aus dem Russischen.